# Золото Неаполя
«Золото Неаполя» (італ. L'oro di Napoli) — італійська драматична кінокомедія 1954 року режисера Вітторіо де Сіка. Фільм був внесений до списку 100 італійських фільмів, які потрібно зберегти від післявоєнних до вісімдесятих років ХХ століття.

## Сюжет
Фільм складається з шести історій, у яких героями є представники різних верств населення галасливого міста Неаполя, у якому режисер Вітторіо де Сіка провів перші роки свого життя. У фільмі розповідається про

- бунт пая́ца Саверіо Петрілльо (Тото) проти гангстера-тирана;
 
- хитрість невірної дружини продавця піци — Софії (Софі Лорен);

- похорон дитини;

- одержимість картяра графа Просперо (Вітторіо де Сіка);

-  неймовірний шлюб повії Терези (Сільвана Мангано);

- та поради продавця мудрості професора Ерсіліо Міччіо (Едуардо де Філіппо).

## Ролі виконують
1. «Тиран»
- Тото — дон Саверіо Петрілльо, пая́ц
- Лянелла Карел[it] — Кароліна, дружина Саверіо

2. «Піца на виплат»
- Софі Лорен — Софія
- Джакомо Фурія[it] — Розаріо, чоловік Софії
- Паоло Стоппа — вдівець
- Альберто Фарнезе[it] — Альфредо, коханець Софії

3. «Похорон дитини»
- Тереза де Віта — Мати

4. «Гравці»
- Вітторіо Де Сіка — граф Просперо

5. «Тереза»
- Сільвана Мангано — Тереза
- Ерно Кріза — дон Ніколя

6. «Професор»
- Едуардо де Філіппо — дон Ерсіліо Міччіо (професор)

## Навколо фільму
- Режисер Вітторіо де Сіка так висловився про свій фільм: «Мій фільм комедія, однак думка про смерть постійно з'являється в ньому. Неаполітанець постійно думає про смерть… Немає іншого золота в Неаполі, крім неаполітанської мудрості».
- Де Сіка також сказав: «Неаполь є найфотогенічнішим містом, найлюдянішим з усіх міст Італії і світу».

## Нагороди
- 1955 Премія «Срібна стрічка» Італійського національного синдикату кіножурналістів:
  - премія «Срібна стрічка» найкращій акторці — Сільвана Мангано
  - премія «Срібна стрічка» найкращому акторові другого плану — Паоло Стоппа
- 1955 Премія «Золотий кубок» (Golden Goblet, Італія):
  - Премія «Золотий кубок» найкращому режисерові — Вітторіо де Сіка